# Amatori Vercelli 2018-2019
Questa voce raccoglie le informazioni riguardanti l'Amatori Vercelli nelle competizioni ufficiali della stagione 2018-2019.

## Maglie e sponsor
| 1ª divisa | 2ª divisa |

## Organigramma societario
- Presidente: Salvatore Tarsia
- Vicepresidente:
- Direttore generale:
- Direttore sportivo:
- Segretario:
- Addetto stampa:

## Organico

### Giocatori
| N° | Naz.                  | Ruolo | Sportivo            |  |  |  |
| -- | --------------------- | ----- | ------------------- |  |  |  |
|    | Spagna (bandiera)     | E     | David Ballestero    |  |  |  |
|    | Italia (bandiera)     | E     | Matteo Brusa        |  |  |  |
|    | Italia (bandiera)     | E     | Oscar Ferrari       |  |  |  |
|    | Italia (bandiera)     | P     | Diego Marcon        |  |  |  |
|    | Portogallo (bandiera) | E     | Joao Ricardo Mendes |  |  |  |
|    | Italia (bandiera)     | E     | Mattia Milani       |  |  |  |
|    | Italia (bandiera)     | E     | Alex Raffaelli      |  |  |  |
|    | Italia (bandiera)     | E     | Giuseppe Tarsia     |  |  |  |
|    | Italia (bandiera)     | E     | Giacomo Tumelero    |  |  |  |
|    | Angola (bandiera)     | P     | Francisco Veludo    |  |  |  |

### Staff tecnico
- 1º Allenatore:  Sérgio Silva
- 2º Allenatore:  Andrea Ortogni
- Meccanico:  Ugo Trombetta